# Кристиан Поулсен
Кристиан Поулсен (на датски: Christian Bager Poulsen) е датски полузащитник. През 2005 и 2006 е избран за Датски футболист на годината.
Роден в Аснес, започва кариерата си в местния клуб. Преминава през Холбек и две години се състезава за ФК Копенхаген. След Световното първенство през 2002 се премества в Шалке 04 за 7 милиона евро, като тогава това е най-високата сума платена за датски футболист. През 2006 година подписва със Севиля, където печели Европейската Супер Купа и Купата на УЕФА. На 14 юли 2008 е трансфериран в Ювентус за 9,75 милиона евро, подписвайки 4-годишен договор.
На 12 август 2010 е трансфериран в Ливърпул за 5,475 милиона евро, подписвайки 3-годишен договор.